# Ariel Šaron
Ariel "Arik" Šaron (hebrejski: אריאל "אריק" שרון, Kfar Malal, 27. veljače 1928. - Tel Aviv, 11. siječnja 2014.), bio je izraelski političar i premijer. 
Na mjestu premijera je od veljače 2001. godine. Osnivač i bivši prvi čovjek Likuda. Više od 30 godina u službi Ministarstva obrane, gdje je dosegnuo čin generala i stekao slavu svojim akcijama u Šestodnevnom ratu 1967. godine i Jomkipurskom ratu 1973. godine. Krajem 2005. godine napušta Likud i osniva Kadimu. Po prvi put u novijoj povijesti Izraela u utrci za novi saziv Knesseta u ožujku 2006. dosadašnjim suparnicima (Likudu i Laburistima) pridružila se još jedna stranka, Sharonova Kadima. 
Šaron je vrlo kontroverzna ličnost, kako unutar tako i izvan Izraela. Njegovi pristalice vide ga kao vođu koji se trudio uspostaviti mir ne žrtvujući izraelsku sigurnost. Mnogi Izraelci smatraju ga narodnim herojem koji je pomogao u obrani zemlje tijekom njenih najvećih borbi. Neke kritike opisuju ga kao "bejrutskog mesara " i zahtijevaju da mu se sudi kao ratnom zločincu zbog masakra u Sabri i Shatili tijekom libanonskog rata 1982., za što ga Kahanovo povjerenstvo smatra posredno odgovornim.
4. siječnja 2006. godine Šaron je doživio teži moždani udar. Premijerske ovlasti preuzeo je Šaronov zamjenik Ehud Olmert. Preminuo je 11. siječnja 2014. u Tel Avivu.